# بیشتر سفارش بده (ترانه جی ایزی)
«بیشتر سفارش بده» ترانه‌ای از رپر آمریکایی جی ایزی است که در ۱۳ نوامبر ۲۰۱۵ به عنوان آهنگی از آلبوم زمانی که بیرون تاریک است منتشر شد. در نسخه ریمیکس این آهنگ لیل وین و یو گوتی در نیز حضور دارند.

## موزیک ویدئو
این آهنگ دو موزیک ویدئو دارد. این دو به ترتیب در ۱۶ و ۱۸ فوریه ۲۰۱۶ در حساب ویوو از یوتیوب منتشر شدند.